# 쿠거 (속어)

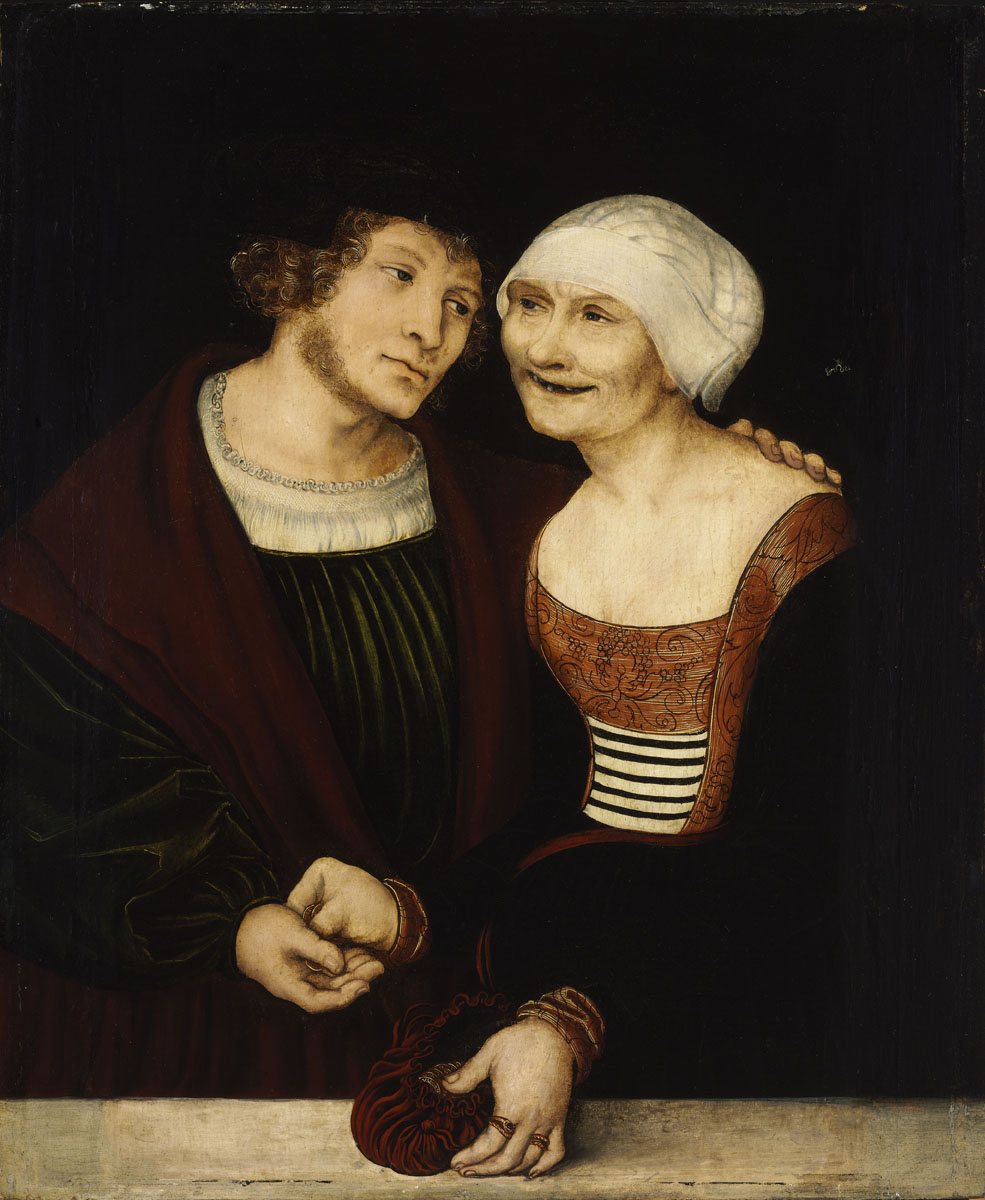

쿠거(Cougar)는 젊은 남성을 선호하는 금전적으로 여유가 있는 여성을 의미하는 속어이다.

## 같이 보기
- 나이 차이와 성적 관계
- 에이지플레이
- 에페보필리아
- 진화심리학
- 지골로
- 골드 디거 (사람)
- 헤베필리아
- MILF